# Bernhard Hecker (Autor)
Bernhard Hecker (* 29. Mai 1939 in Weimar; † 6. Dezember der 7. Dezember 2022 in Bad Berka) war ein deutscher Autor und Journalist.
Hecker legte 1957 das Abitur ab und arbeitete von 1966 bis 1992 als Zeitungsjournalist. Er absolvierte von 1971 bis 1975 ein Fernstudium an der Universität Leipzig, das er als Diplom-Journalist abschloss. Er war 20 Jahre lang Kolumnist und Gerichtsreporter der Thüringer Allgemeinen. Ab 1992 war er freier Journalist. Seine Heimatstadt Weimar war der Stoff für seine Bücher. Die darin geschriebenen Geschichten sind eine Mischung aus Ernstem und Heiteren und Anekdoten. Er veröffentlichte weiterhin in der Thüringischen Landeszeitung, deren Lokalchef er war. Dazu zählte sein etwas anderer Stadtplan von Weimar, den er dort zusammen mit dem Graphiker Hannsjörg Schumann erstellt hatte. Wie der in etwa aussieht, lässt sich u. a. an der Hundegasse ablesen.

## Werke (Auswahl)
- In Weimar zu Gast, Quell, Stuttgart 1998.
- Tatort Klassikerstadt, Verlagshaus Thüringen, Erfurt 2000.
- Der Weimarer Zwiebelmarkt. Ein Thüringer Volksfest so bunt wie der Herbst, Verlagshaus Thüringen, Erfurt 1998.
- Weimar Anekdoten. Von Würsten, Fürsten, Goethe, Liszt und Tücke, Weimar 2003.
- Die letzten Tage der Soljanka, Verlag Neue Literatur, Jena-Plauen-Quedlinburg 2006.
- Bach auf den Hund gekommen – Wie ich mit einem Dobermann die Goldberg-Variationen hörte, Verlag Neue Literatur, Jena-Plauen-Quedlinburg 2011.
- Weimar zwischen den Zähnen. Ess- und Trinkgeschichten einer Stadt, Wartburg-Verlag, Weimar 2017.
- Kopfsalat frisch gepflückt: 60 Aphorismen, Redaktionsbüro Kirsten Seyfahrt, Magdala 2020.